# Alexander de Cova
Alexander de Cova (* 7. November 1964 in München) ist ein deutscher Zauberkünstler.
Bekannt geworden ist er im deutschsprachigen Raum durch seine zahlreichen Bücher, Lehr-DVDs und Seminare zum Erlernen der Zauberkunst.

## Biographie
De Cova fing im Alter von 7 Jahren mit dem Zaubern an. Mit 21 Jahren machte er sein Hobby zum Beruf und wurde professioneller Zauberkünstler. In den folgenden Jahren sammelte er durch viele europaweite Auftritte umfangreiche Bühnenerfahrung. 1992 gewann er mit seinem Trick „Samurai Magic Act“ den silbernen Zauberstab beim Festival der Magie in Monte-Carlo.
De Cova erhielt 2001 den Titel „Doctor in Magical Arts“ der italienischen Zauberschule Silvan Magic Academy. In den folgenden Jahren unterrichtete er dort drei Semester lang, zusammen mit anderen bekannten Zauberkünstlern wie zum Beispiel Michael Ammar und Roberto Giobbi. Neben seinen Lehrtätigkeiten bei Seminaren und Workshops entstanden über 40 Video- und DVD-Produktionen, die teilweise in Englisch produziert wurden.
Bei seinen Zaubertricks und in der Ausbildung liegt sein Schwerpunkt auf einfachen, unkomplizierte Routinen, die „starke und für die Zuschauer leicht verständliche Effekte“ produzieren.
1994/95 und 2015 wurde de Cova vom Magischen Zirkel von Deutschland mit dem Titel Schriftsteller des Jahres geehrt. Er ist damit die erste Person, die diesen Titel zweimal verliehen bekam.

## Werke (Auszug)
deutschsprachige DVDs
- Keep it Simple Vol. 1 - 11
- Basis Kartentechnik
- Close-Up Session Nr. 1 - 5
- Kartenpraxis 1 - 7
- Münzen – leicht gemacht 1 & 2
- Das Ringspiel-Band
- Ropemare
- Robing
- Stand-up Routinen 1 - 5
- Chink a Chink

Bücher
- Falschzählmethoden
- Ein Profi packt aus
- Secrets Nr. 1 - 2
- Pokerama
- Better than Harz 4
- Burners 1 - 6

Digitale Magazine
- New Avantgarde Magic (2012 – 2014)[8][9]
- Scrapbook Magazine (2014)[10]
- Solidmagic (ab 2019)

Tricks und Hilfsmittel
- Universalhalter[11]
- Symbolicus[12]
- Add-X Card Shelf